# مشرفة (شقة)

مشرفات في أعلى أحد المباني في ألتو دي سانتانا، إحدى مناطق مدينة ساو باولو.

المَشْرَفَة (بالإنكليزية: Penthouse) هي شقة تكون في أحد الطوابق العلوية من مبنى مكون من شقق. وعادة ما تتميز مشرفات عن الشقق الأخرى بمميزات الترف.

## معلومات تاريخية
ولدت فكرة المشرفة في عشرينيات القرن الماضي، التي تُسمى بـ "عقد العشرينيات الصاخب"، عندما جلب النمو الاقتصادي طفرة في الإنشاءات لصالح مدينة نيويورك، والتي تعد قلب الاقتصاد الأمريكي. وأدى الطلب المرتفع على العيش في المناطق الحضارية وتنامي ثروة الأمريكيين إلى إنشاء شقق فاخرة في الطابق العلوي أو الطوابق العلوية من المبنى.
وإحدى أولى المشرفات في المدينة كانت المشرفة المزدوجة الخاصة بالناشر كوندي ناست في 1040 بارك أفنيو. وقدم المخطط الأصلي في عام 1923 الخاص بالمبنى ثلاث وحدات في كل طابق مع غرف خادمات إضافية على السطح، ولكن في عام 1924 تم إنشاء المساحات العلوية للمبنى لتوفير شقة مزدوجة فاخرة لناست. وتم إعادة تصميم الوحدة الموجودة في أعلى المبنى، والمتصلة بواسطة درج بصالونات ترفيهية أعلى السطح، لتكون مكانًا خاصًا للعائلة. وتم تزيين الوحدة على غرار الطريقة الفرنسية بواسطة السي دي وولف (Elsie de Wolfe). وتم استخدم لالمشرفة المزدوجة الخاصة بكوندي ناست، والتي تم الانتهاء منها في عام 1925، لإقامة العديد من الحفلات الباذخة، التي أشتهرت بقوائم الضيوف ووسائل الترفيه المتاحة أيضًا.

## التعريف المعماري
في الهندسة المعمارية، يُستخدم مصطلح مشرفة للإشارة إلى هيكل على سطح أحد المباني الذي يكون ناكس من الجدران الخارجية. وهذه الهياكل لا تشغل سطح السقف بأكمله. وعادة ما ستكون لدى المباني الشاهقة هياكل مشرفة تحتوي على تقنيات ميكانيكية مثل تلك الموجودة في الغرفة الآلية للمصعد.
وفي حين أن المصممين والمهندسين المعماريين الأوروبيين قد أدركوا منذ فترة طويلة الإمكانات التي ينطوي عليها إنشاء مساحات معيشة تستغل أعلى الأسطح ومثل هذه النُكوسات، فإن استغلال هذه المساحات بدأ في المدن الأمريكية في أوائل العشرينيات. وعندما تم الإعلان عن تطوير شقة على السطح في فندق بلازا المطل على سنترال بارك في عام 1923، تبعه تطوير سريع لالمشرفات الفاخرة في السنوات التالية.
عند استخدامها مساحات شرفية في الهواء الطلق خاصة، يمكن للنُكوسات إتاحة مساحات أكبر حجمًا وأكثر حماية كثيرًا من الشرفات الناتئة. وبسبب الرغبة في وجود هذه المساحة المكشوفة، يمكن تصميم المباني بمثل هذه النُكوسات على أكثر من طابق علوي، للسماح للشقق الموجودة في العديد من الطوابق أن تبرز هذه الشرفات. ولا تنطوي جميع الالمشرفات على مثل هذه الشرفات، غير أنها تُعتبر ميزة مرغوب فيها. ويمكن تقسيم مثل هذه المساحة فيما بين العديد من الشقق، أو ربما تشغل شقة واحدة الطابق بأكمله. ويمكن أن تزود الالمشرفة/الملكية العقارية المشتركة الشاغلين بوصول خاص إلى مساحة فوق سطح الشقة، بدلاً من، أو بالإضافة إلى مساحة الشرفة المتاحة بواسطة النُكوس المجاور.

## الموقع والحجم
لا تتمتع مشرفات بالمزايا التي تتمتع بها الشقق العادية مثل الأمن والموقع المريح فحسب ولكنها تتمتع أيضًا بجميع تلك المزايا التي يتمتع بها المنزل مثل الحجم والتصميم.
وعلى غرار الشقق العادية، تقع المشرفات عادة في قلب المدن المزدحمة ومع ذلك تتيح الشعور بالبقاء بعيدًا عن أو فوق الحياة الحضرية الصاخبة أو المزدحمة. ومثل هذه المواقع تتيح سهولة الوصول إلى الفنادق والمطاعم والمراكز التجارية والمدارس. وعادة ما تكون المشرفات كبيرة الحجم، وبذلك تتغلب على مشكلة صغر مساحة الشقق العادية.

## التصميم
وتتميز المشرفات بالخواص الفاخرة مثل الأجهزة المتطورة وتركيب أجود المواد وأرقى أنظمة الأرضيات وغيرها الكثير.
وقد تتضمن المزايا التي لا تُوجد في غالبية الشقق في المبنى مدخلاً خاصًا أو مصعدا، أو سقوف أعلى/ذات قبو. وفي المباني التي تتكون في الأساس من الشقق ذات الطابق الواحد، يمكن تمييز المشرفات باثنين أو أكثر من الطوابق. ويمكن أيضًا أن تتمتع بمميزات مثل الشرفة ومستوقد ومساحة أكبر ونوافذ كبيرة الحجم وأجنحة متعددة الملاك ومساحة مكتبية/غرفة تلفزيون وجاكوزي وغيرها الكثير. وقد تكون مجهزة بمطابخ فاخرة تتميز بالأجهزة المنزلية المصنوعة من الفولاذ المقاومة للصدأ ومنضدة المطبخ من الجرانيت وبار للإفطار وغيرها من المميزات الكثيرة.

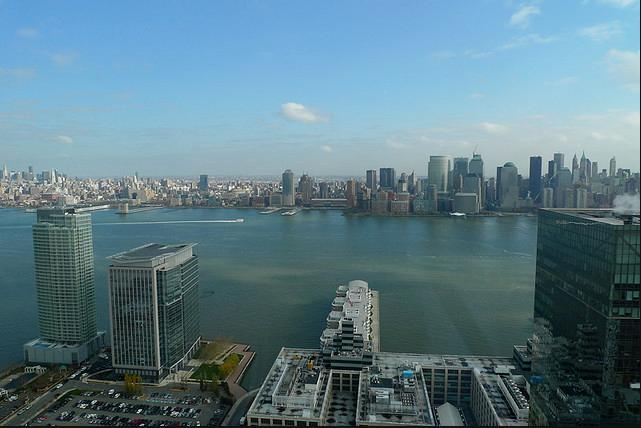
مشرفة في قصر ترامب تطل على مدينة جيرسي

غالبًا ما يتمتع سكان الالمشرفات بالإطلالة على مشاهد رائعة لأفق المدينة. وعادة ما يُتاح الوصول إلى المشرفة بواسطة مصعد منفصل. ويمكن للسكان أيضًا الوصول إلى عدد من خدمات المبنى، مثل استلام وتسليم أي شيء بدءًا من التنظيف الجاف للملابس وحتى تناول العشاء؛ والحجوزات في المطاعم والفاعليات التي يؤديها العاملون بالمبنى وغير ذلك من خدمات الحاجب.

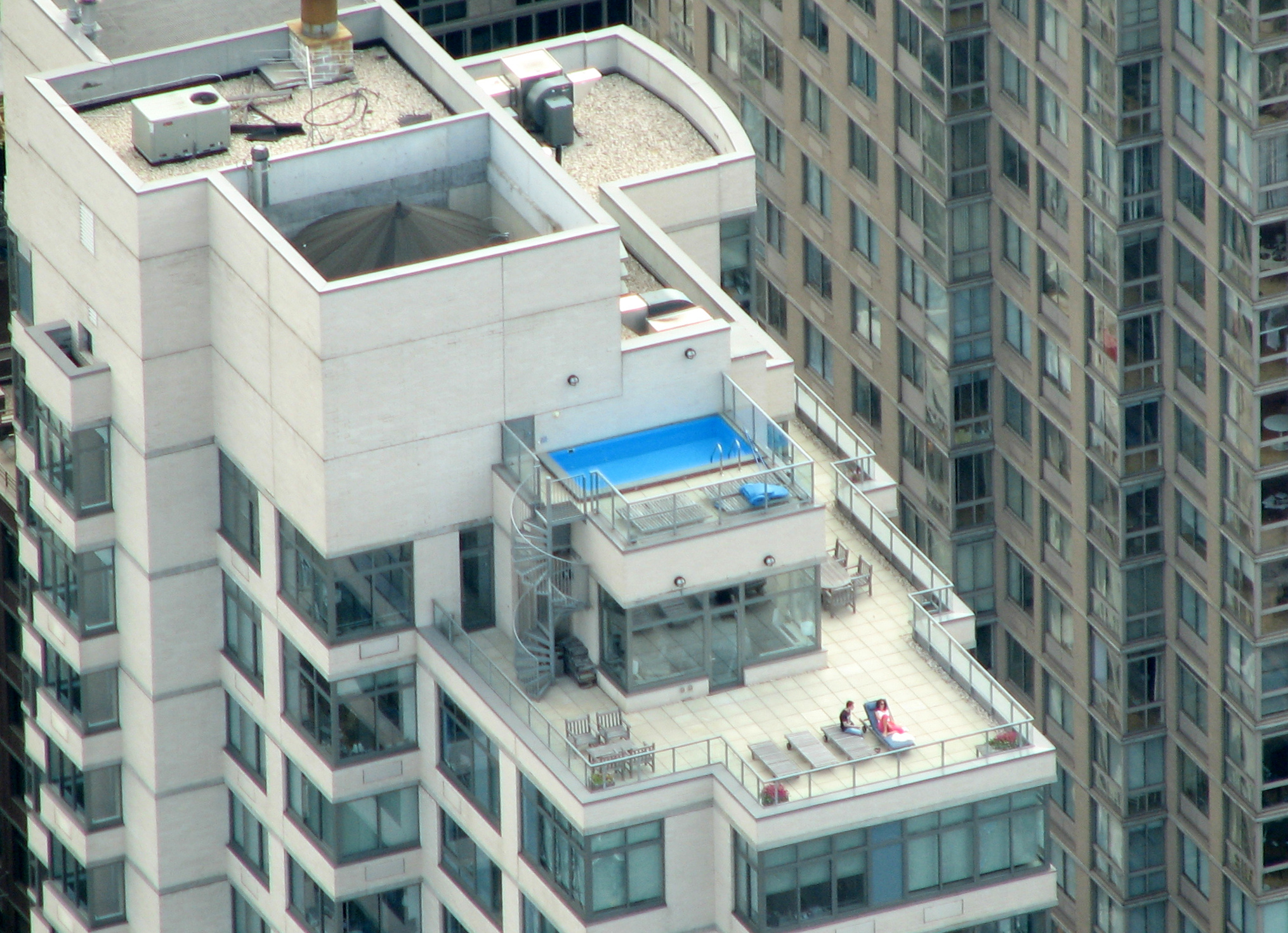
المشرفة مع حوض السباحة

على سبيل المثال: تتمتع الالمشرفة الموجودة في المبنى الذي يتكون من 20 طابقًا من تصميم بروبرت إيه إم سترين (Robert A. M. Stern) وهو مبنى 15 سنترال بارك ويست في نيويورك بالخصائص التالية:
- مع وجودها على شرفة بسطح الدور العلوي، تتمتع المشرفة بإطلالة على أفق وسط البلد ويقع أسفلها كامل منطقة السنترال بارك.
- تم بناء سقف المشرفة ليبلغ ارتفاعه ثلاثة عشر قدمًا ونصف القدم. تم تصميم النوافذ لتكون بأكبر ارتفاع وعرض ممكنين.
- وتم تشطيب كل قسم من المشرفة بمواد مميزة. بالنسبة لرواق المدخل: أرضيات من الرخام وألواح الأبواب من الورق النفيس المؤطرة بـ الماهوغاني. بالنسبة للمكتبة: من شجر خشب الورد البرازيلي. بالنسبة لغرفة الطعام: جص فينيسي. بالنسبة لغرفة النوم الرئيسية: مقصبة. بالنسبة للمطبخ: اللك الجاجوار-الأخضر، والخيزران، والزجاج المنسوج. بالنسبة للديكور الداخلي للمواقد: قرميد طويل من القرن التاسع عشر مستورد من فرنسا.
- وتنطوي هذه الالمشرفة على نظام تكنولوجيا متطور للغاية. وتم تركيب مقياس شدة الرياح على السطح لقياس سرعة الرياح بحيث يمكن سحب المظلات والسقيفة وعدم انسلالها من واجهة المبنى. وتم استخدام أجهزة استشعار خاصة بالرطوية للكشف عن التسرب، وإرسال رسالة بريد إلكتروني تلقائيًا إلى مديري المبنى. وتقوم أجهزة استشعار درجات الحرارة، المثبتة على الأنابيب، بإرسال رسالة بريد إلكتروني عند انحراف درجة الحرارة عما حدده العميل.

ويلعب الفن الصيني القديم لفنغ شوي (Feng Shui) دورًا أساسيًا في بعض تصميمات المشرفة، ويُعتقد أنه لعب دورًا في تحسين انسيابية المساحات الداخلية والخارجية للمباني والمناظر الطبيعية.

## مراجع ثقافية

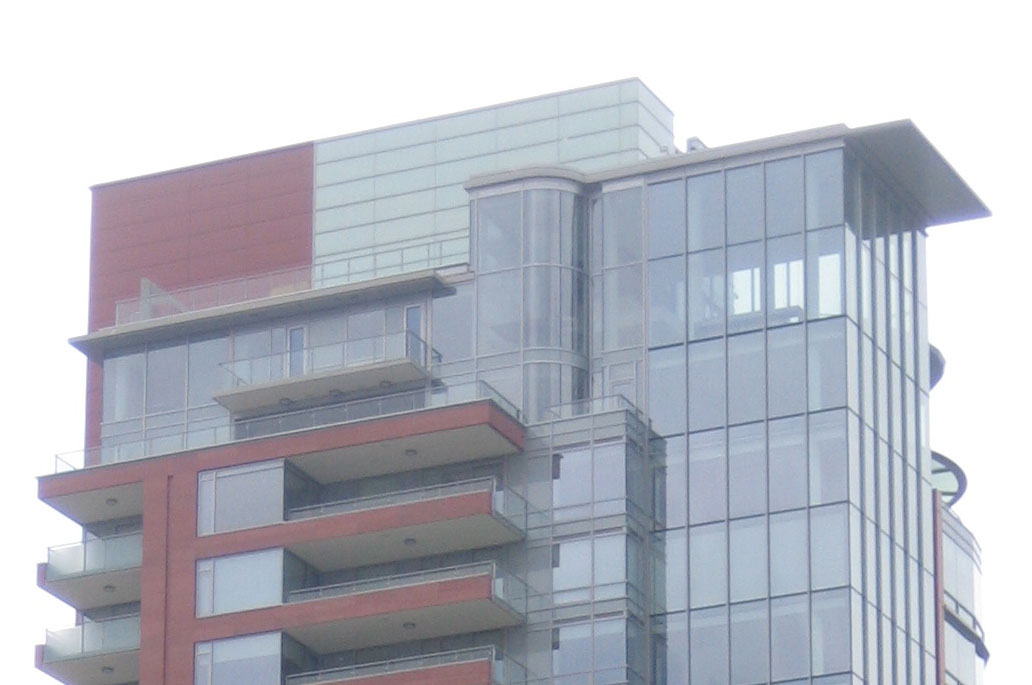
شرفات خارجية في طابقين مختلفين.